# Filippo Palieri
Filippo Palieri (Cerignola, 22 maggio 1911 – Wietzendorf, 13 aprile 1945) è stato un poliziotto italiano, commissario di polizia e medaglia d'oro al valor civile.

## Biografia
Ex-allievo del corso 1926-29 della Scuola Militare Nunziatella di Napoli, laureato in Giurisprudenza a Roma nel 1933, entrò nella Polizia di Stato giovanissimo, percorrendo tutti i gradi di carriera fino a diventare Capo di Gabinetto della Questura di Rieti.
Durante il suo servizio in questa sede, si adoperò per evitare la deportazione nei campi di lavoro in Germania di circa 300 artigiani reatini, che avvertì personalmente del pericolo. Nello stesso periodo, fornì appoggio ai reparti partigiani che operavano sulle montagne della Sabina.
A causa del contrasto effettuato agli occupanti tedeschi, e del suo rifiuto ad aderire alla Repubblica Sociale Italiana, venne alla fine arrestato ed internato nel campo di concentramento di Wietzendorf, dove morì di stenti.

## Ricordo
A lui sono stati dedicati due libri: Oltre il lager ed Eredità d'affetti. Nel primo è raccontata la sua vicenda umana e civile, nel secondo sono invece raccolte le poesie dedicategli dalla moglie (la poetessa e scrittrice Giuliana Palieri Annesi).
A Filippo Palieri sono inoltre dedicati la sezione locale dell'Associazione Nazionale Polizia di Stato ed una via a Rieti, nonché un cippo marmoreo nell'area del Santuario della Madonna delle Grazie di Allumiere (Roma).